# Хойнице
Хойни́це (пол. Chojnice, Chònice), ранее Ко́ниц (нем. Konitz [ˈkoːˌnɪt͡s]) — город в Польше, входит в Поморское воеводство, Хойницкий повят. Имеет статус городской гмины. Занимает площадь 21,05 км². Население — 39 670 человек (на 2004 год).

## История

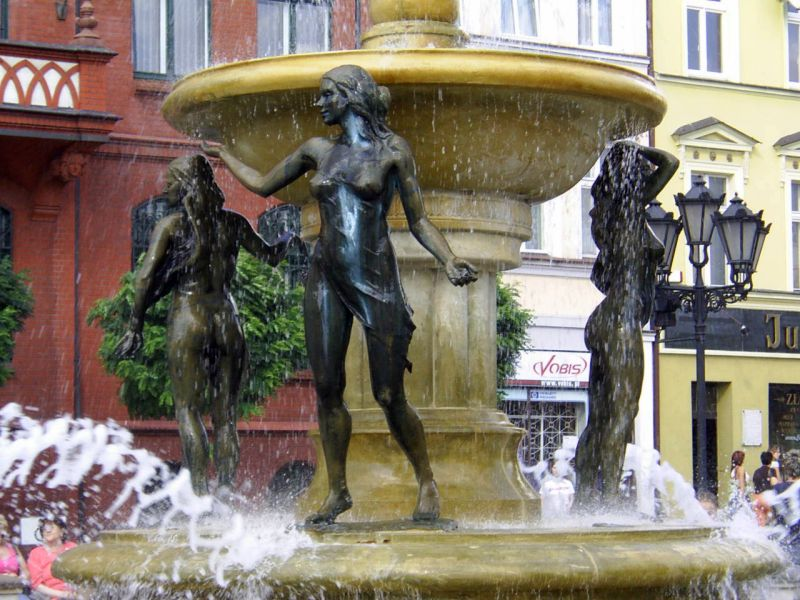
Хойнице

История Хойнице уходит в средневековье. Как показывают археологические исследования, здесь находилось поселение, окруженное земляно-деревянным валом. В письменных источниках название Хойнице впервые упоминаются в 1275 году, в документах, выписанных поморским князем Mestwina II. В начале XIV века тевтонские рыцари захватили контроль над Восточным Поморьем и, вероятно, в 1320 году. Хойнице был дан статус города. Город был в то время сильным укреплением (фрагменты стен и башен сохранились до наших дней), он был расположен между двумя озерами, что также сыграло важную роль в оборонительной системе Тевтонского государства. Кроме того, город находился на пути из Бранденбурга в столицу тевтонского ордена и на перекрёстке торговых путей, что способствовало экономическому развитию и появлению различных ремесел на рубеже XIV—XV веков.

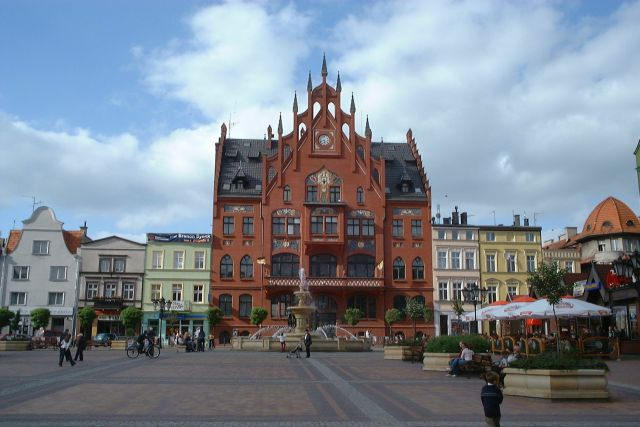
Ратуша

В 1440 году Хойнице вступил в союз с Прусской конфедерацией, но из-за внутренних социальных конфликтов через несколько лет городской совет объявил верность Тевтонскому ордену. 18 сентября 1454 под Хойнице разыгралась первая битва польско-тевтонской Тринадцатилетней войны (1454-1466). Столкнувшись с профессиональной орденской армией под командованием моравского рыцаря Бернарда Шумборского, включавшей в себя отряд наёмников капитана Каспара Ностица фон Бетеш, польско-прусская армия короля Казимира Ягеллончика, состоящая в основном из новобранцев, потерпела поражение. Тринадцать лет спустя 28 сентября 1466 года, после длительной осады города, польские войска вошли в Хойнице. После окончания войны король подтвердил городу все полученные ранее привилегии и, кроме того, установил должность старосты.
Во время Второй мировой войны Хойнице входили в состав рейхсгау Данциг — Западная Пруссия.

## Города-побратимы
- Мозырь, Беларусь